# Elaze (província)
Elaze (em turco: Elazığ) é uma província (iller) do centro-leste da Turquia, situada na região (bölge) da Anatólia Oriental (em turco: Doğu Anadolu Bölgesi), com capital na cidade homónima. Tem 9 383 km² de área e em dezembro de 2021 tinha 588 088 habitantes (densidade: 62,7 hab./km²).
Em 8 de março de 2010, a província sofreu um abalo sísmico de cerca de 6 graus MW que resultou em pelo menos 51 mortos e 100 feridos.